# Karen Carpenter (album)
 (décembre 2013).
Le contenu est difficilement compréhensible vu les erreurs de traduction, qui sont peut-être dues à l'utilisation d'un logiciel de traduction automatique.
Karen Carpenter fut le seul projet en solo de la chanteuse et batteuse  Karen Carpenter, édité en CD par A&M Records en 1996.

## Contexte
L'album fut enregistré à New York avec le producteur Phil Ramone en 1979 et 1980, durant le temps où son frère Richard Carpenter était en traitement pour son addiction à la Methaqualone : (Quaaludes (en)). Certaines des chansons furent  incluses dans la compilation des  "Carpenters" de 1989  intitulée  Lovelines  publiée plus tard. Dans les notes de la pochette, Karen dédicaçait le projet à son frère  Richard. 
Les notes de la pochette, incluaient des commentaires de Richard Carpenter et du  producteur Phil Ramone, comprenant les explications de Richard sur la mise en vente de l'album en 1981, et ensuite sa décision de le publier comme  Karen en avait approuvé le mixage final .
L'encadrement de "A&M" à New York avait approuvé le  matérial, mais celui de Los Angeles, et en particulier Herb Alpert et Jerry Moss (en), avaient répondu négativement. Phil Ramone se rapella que Karen avait fondu en larmes.  Dévastée, elle accepta l'injonction  de " A&M'" de ne pas publier l'album. 
Un épisode de E! True Hollywood Story prétend que  Herb Alpert avait qualifié l'album "impubliable". Quincy Jones se fit le champion de la publication de l'album au près de Derek Green, un des vice-présidents  de  "A&M Records" , mais Alpert, Green et Moss insistèrent pour que l'album soit annulé. Le coût de l'album avait été de 400,000 $  sur les fonds propres de  Karen  à prélever sur les royalties des albums futurs du duo des  "Carpenters". 
Le 3 février, 1983, le jour précédent la mort de  Karen, elle appela Phil  Ramone pour  discuter de l'album; selon Ramone, Karen disait, "J'espère que vous ne pensez pas que j'ai une malédiction . J'aime toujours notre fichu  enregistrement!"
La maquette de l'album resta confiné sur une étagère jusqu'en  1996 — 13 ans après la mort de  Karen. Les chansons de l'album furent remixées selon les instructions de  Karen. L'album Karen Carpenter est couramment réédité aux États-Unis.

## Liste des pistes
1. "Lovelines"[A] (Rod Temperton) – 5:06
2. "All Because of You" (Russell Javors) – 3:31
3. "If I Had You"[A] (Steve Dorff, Gary Harju, Larry Herbstritt) – 3:54
4. "Making Love in the Afternoon" (featuring Peter Cetera)  (Peter Cetera) – 3:57
5. "If We Try"[A] (Rod Temperton) – 3:46
6. "Remember When Lovin' Took All Night"[A] (John Farrar, Molly-Ann Leiken) – 3:50
7. "Still in Love with You" (Russell Javors) – 3:15
8. "My Body Keeps Changing My Mind" (Leslie Pearl) – 3:46
9. "Make Believe It's Your First Time" [B] (Bob Morrison, Johnny Wilson) – 3:12
10. "Guess I Just Lost My Head" (Rob Mounsey) – 3:36
11. "Still Crazy After All These Years" (Paul Simon) – 4:17
12. "Last One Singin' the Blues" (bonus track) (Pete McCann) – 3:29

## Liste des enregistrements non publiés
1. "Love Makin' Love to You" – 3:34
2. "Something's Missing (In My Life)" (Paul Jabara) – 4:49
3. "Keep My Lovelight Burning" – 3:18
4. "I Do It for Your Love" – 3:44
5. "Midnight" – 4:16
6. "It's Really You (It's Really Me)" – 3:21
7. "Jimmy Mack" – 3:36
8. "Truly You" – 3:18
9. "Don't Try to Win Me Back Again" – 4:46
10. "Church Choir" – unknown length
11. "Basket Case" – unknown length

Toutes  les  chansons non publiées ont été diffusées sur internet à l'exception de Church Choir et Basket Case. Selon son frère Richard, Basket Case and Church Choir n'existent pas. Jimmy Mack est un remake de Martha et les Vandellas un hit de 1967, qui fut enregistré par Sheena Easton en 1985 et atteint la 85e place du Top 100 des singles. La chanson fut aussi enregistrée par Laura Nyro, Bonnie Pointer et Phil Collins. I Do It for Your Love est une reprise d'une chanson de  Paul Simon ; l'original est sur le même album que Still Crazy After All These Years. Les fans de Karen  citent souvent des pistes non encore publiées telles que Love Makin' Love to You comme étant les meilleurs des enregistrements et les meilleurs des mix des mélodies restantes. Something's Missing (In My Life) a été enregistré en duo par Paul Jabara et Donna Summer, et peut être trouvé sur le CD de Paul intitulé Greatest Hits and Misses.